# Rasta (vattendrag)
Rasta (vitryska: Раста) är ett vattendrag i Belarus. Det ligger i voblasten Mahiljoŭs voblast, i den östra delen av landet, 220 km öster om huvudstaden Minsk.
Omgivningarna runt Rasta är en mosaik av jordbruksmark och naturlig växtlighet. Runt Rasta är det glesbefolkat, med 11 invånare per kvadratkilometer.